# روش برازيليانو
روش برازيليانو (بالإنجليزية: Roche Braziliano) هو قرصان هولندي من القرن السابع عشر ولد في سنة 1630 في مدينة خرونينغن، بدأ مشواره في القرصنة في سنة 1654 بعد إبحاره إلى البرازيل الهولندية (سورينام)، أصبح قرصان مفوض لصالح هولندا وأصبح يهاجم السفن الإسبانية والإنجليزية، عرف بوحشيته لدرجة أنه كان يقتل أي شخص يرفض شرب الخمر معه، استمر بمشواره في القرصنة حتى سنة 1671 حيث انقطع ذكره ويعتقد أنه مات بسبب عاصفة أو أنه أسر سراً وتم اعدامه.